# 挪威枫
挪威枫，楓属落叶乔木，原产于欧洲中东部，树龄最多约为250年。

## 形態

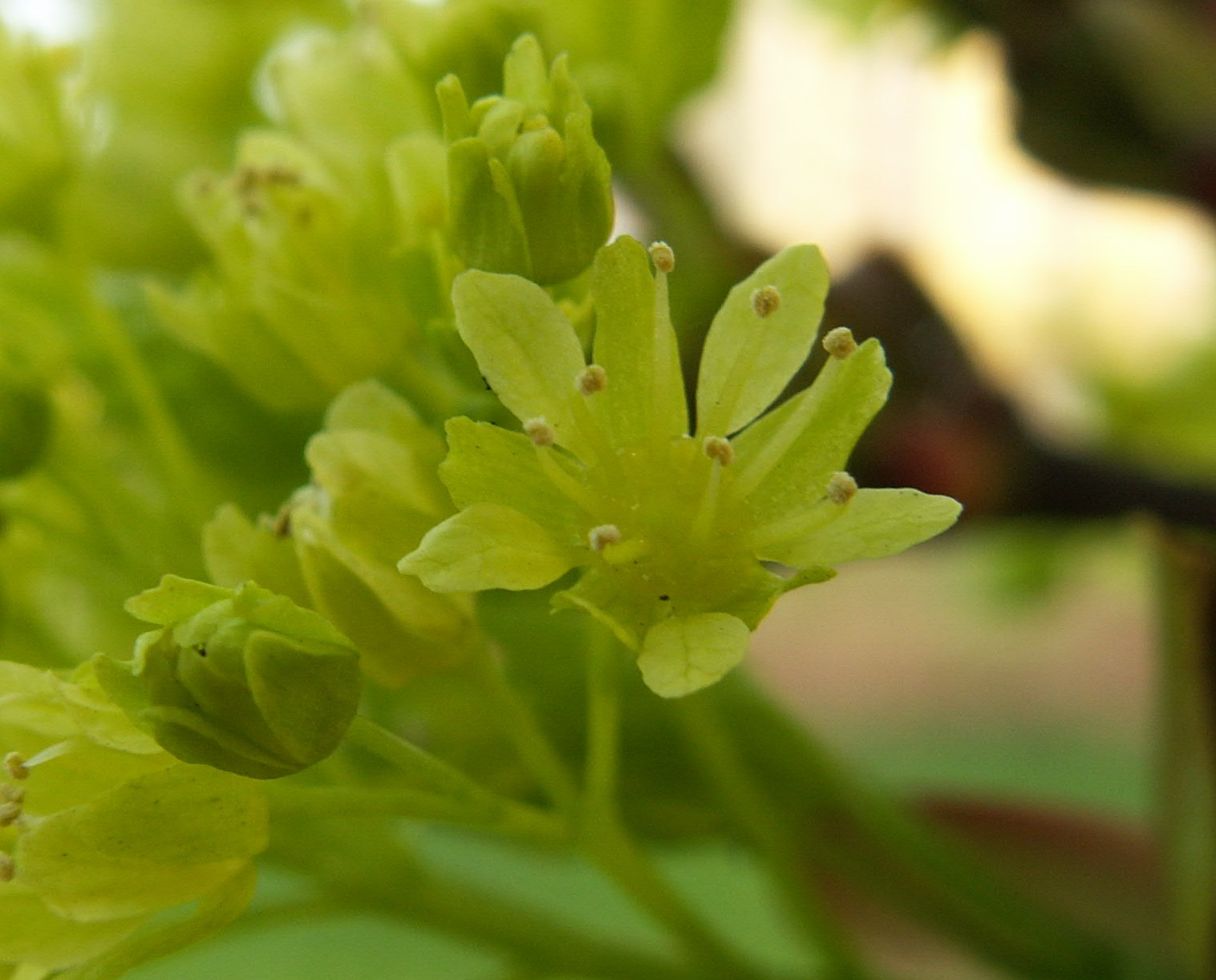
挪威楓的花

树高可达20-30米，树干直径最粗能到1.5米；叶对生，叶大，7-14厘米宽，8-20厘米长，叶缘有齿；花小，3-4毫米长，花瓣5，黄绿色，15-30朵组成伞状花序，早春先于叶出开花；果实为双翼果，种子扁圆形，直径10-15毫米，约3毫米厚，双果翼展开接近180°，3-5厘米长。

## 作用

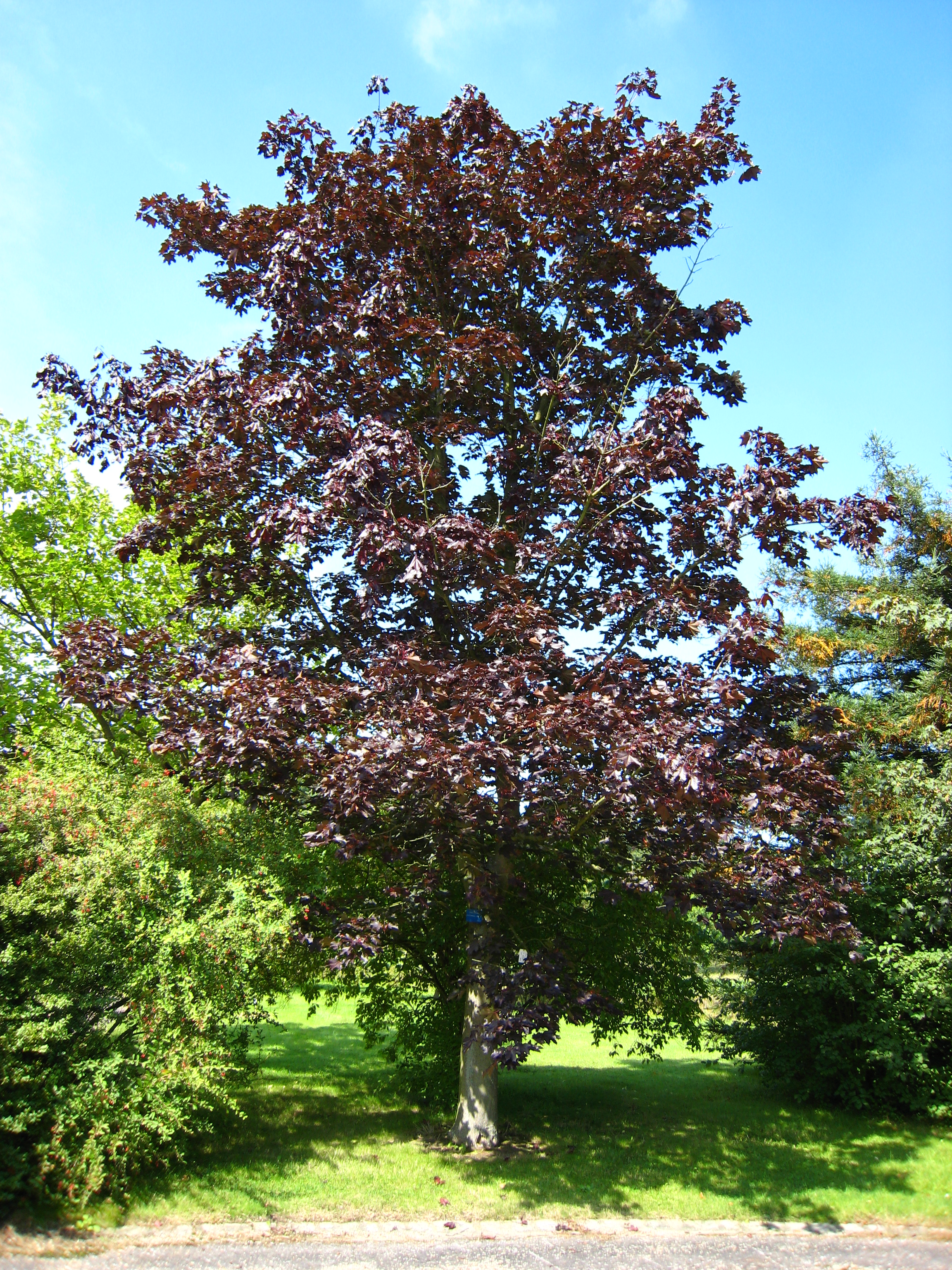
紫色葉子的變種

挪威枫的木材為淡黄色、硬度在楓樹中適中，詹氏硬度為1,010 lbf（4,510 N），可用于建筑、家具及樂器用材。挪威枫可以生长在贫瘠的土壤中，耐寒，可以抵抗城市污染，而且其秋季树叶颜色鲜艳，有黄色、红色甚至深紫色的各种变种，所以被很多地方引进作为城市行道树和园林用树，但其根部的分泌物可以抑制多种其他植物的生长，所以在许多地区成为外来入侵有害物种，甚至在北美洲（1750-1760年間作為觀賞植物引入）有些地区被法律禁止种植。被拿來製作楓糖漿的糖楓樹液呈透明，但外形相近的挪威楓之樹液為混濁乳白色，二者可藉此辨別
北美洲有些地方，挪威楓由於有耐污染性較高，且具有高耐蔭度，常被拿來取代糖楓成為行道樹，特別是城市化較深的都會區，以因應越來越高的人類活動影響。